# Структурная формула
Структурная формула — это разновидность химической формулы, графически описывающая расположение и порядок связи атомов в (ковалентном) соединении, выраженное на плоскости (2D-формулы) или в трёхмерном пространстве (3D-формулы). Связи (общие электронные пары) в структурных формулах обозначаются валентными черточками (штрихами).

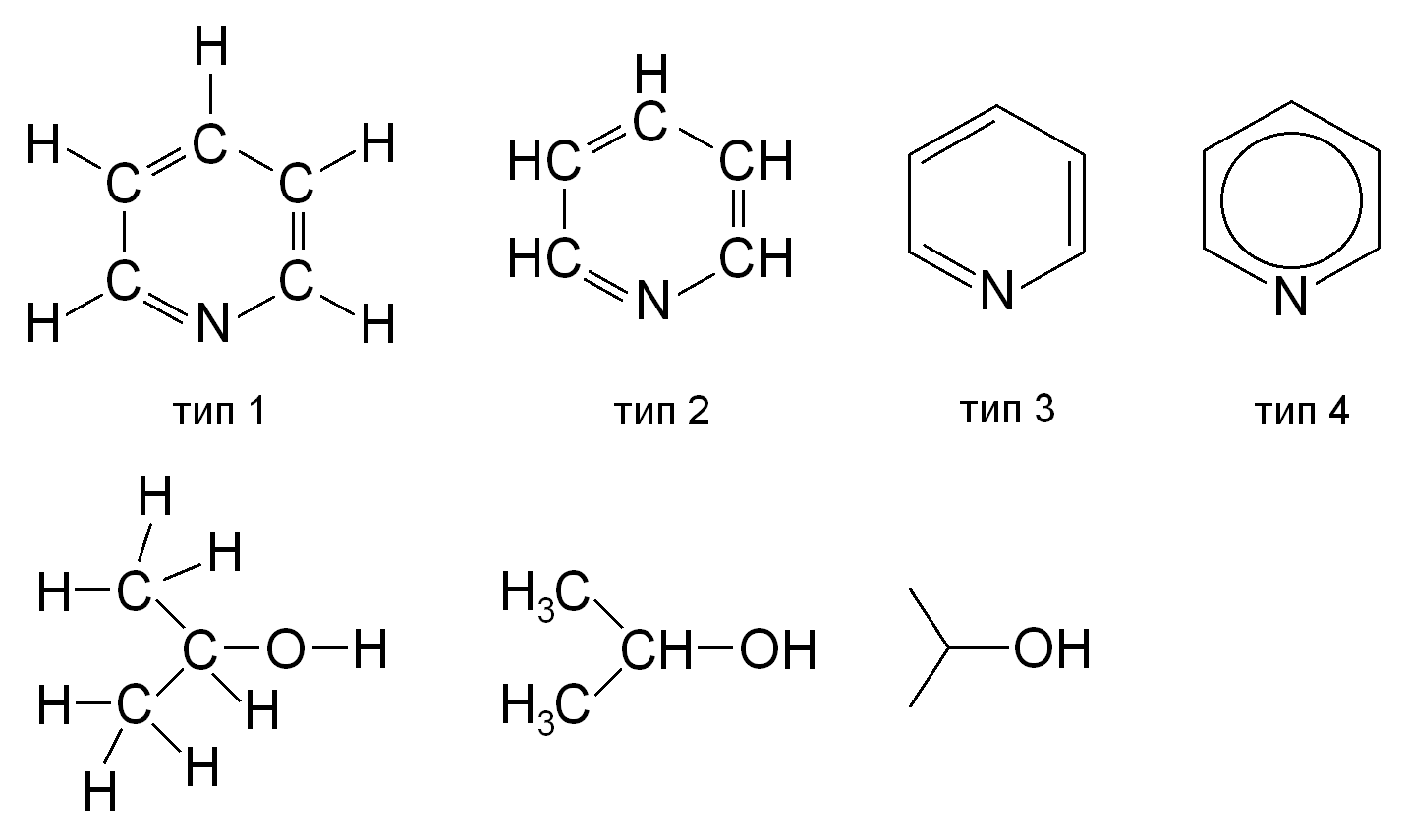
Структурные формулы пиридина (вверху) и изопропанола (внизу)

Исторически использовались несколько типов структурных формул (2D):
- развернутая — самая полная, изображающая все химические элементы и все химические связи (тип 1);
- более краткая, где связи с атомами водорода не обозначаются валентными черточками (тип 2);
- скелетная — наиболее краткая, где не указываются атомы водорода связанные с атомами углерода и сами связи тоже, при этом атомы углерода и связи между ними (или между углеродом и другими атомами) обозначаются ломаной: вершины и концы, не «прикасающиеся» ни к одному из атомов, — атомы углерода, звенья — связи (тип 3);
- также для соединений, содержащих бензольное кольцо, оно может обозначаться в виде шестиугольника с окружностью внутри, что указывает на равноправие всех связей (отсутствие простых и двойных связей) между атомами углерода в бензольном кольце (тип 4).

В настоящее время для структурных формул действуют рекомендации ИЮПАК "Graphical representation standards for chemical structure diagrams (IUPAC Recommendations 2008)", согласно которым формулы типов 1 и 2 являются неприемлемыми, типа 3 - предпочтительными в представлении структур Кекуле ароматических и гетероароматических соединений с делокализацией, особенно для соединений с конденсированными циклами, типа 4 -  предпочтительными для ароматических соединений, в которых делокализованная ароматическая система может быть однозначно отображена, в первую очередь в случае ароматических небензоидных карбокатионов и карбанионов (катионы тропилия, циклопентадиенил-анионы) и допустима для одноядерных ароматических и гетероароматических соединений.
С помощью разных типов условных обозначений, используемых в структурных формулах, указываются также координационные связи, водородные связи, стереохимия молекул (см. обозначения), делокализованные связи, локализация зарядов и т. д.

## Программное обеспечение для создания и редактирования структурных формул
Для записи структурных формул существует множество различных химических редакторов с интегрированными средствами создания и редактирования структурных формул. Для среды LaTeX существуют макрос-пакеты  XyMTeX и chemfig, обеспечивающие рендеринг структурных формул.